# Stensjön (Bollnäs socken, Hälsingland)
Stensjön är en sjö i Bollnäs kommun i Hälsingland och ingår i Testeboåns huvudavrinningsområde. Sjön har en area på 0,0784 kvadratkilometer och ligger 335,2 meter över havet.

## Delavrinningsområde
Stensjön ingår i det delavrinningsområde (678309-152176) som SMHI kallar för Inloppet i Östra Jönssen. Medelhöjden är 346 meter över havet och ytan är 11,51 kvadratkilometer. Det finns inga avrinningsområden uppströms utan avrinningsområdet är högsta punkten. Jönsån som avvattnar avrinningsområdet har biflödesordning 2, vilket innebär att vattnet flödar genom totalt 2 vattendrag innan det når havet efter 95 kilometer. Avrinningsområdet består mestadels av skog (83 procent). Avrinningsområdet har 1,08 kvadratkilometer vattenytor vilket ger det en sjöprocent på 9,4 procent.